# Le Peuple Migrateur
Le Peuple Migrateur (título traducido en el doblaje como Tocando el cielo en Argentina, Alas de sobrevivencia en México y Rep. Dominicana, y Nómadas del viento en España y resto de Hispanoamérica) es un documental francés dirigido por Jacques Perrin, Jacques Cluzaud y Michel Debats, lanzado en 2001.

## Producción
La película fue filmada durante tres años en los siete continentes. La filmación comenzó en julio de 1998 y terminó en la primavera de 2001. La mayor parte de las imágenes son aéreas, filmadas con cámaras en vuelo desde ultraligeros, parapentes y globos aerostáticos, con imágenes adicionales capturadas desde camiones, motocicletas, lanchas motoras, robots controlados a distancia y un barco de guerra de la Armada francesa.
El espectador parece volar junto a las aves de especies sucesivas, con muchas imágenes de gansos canadienses. Recorren todo tipo de clima y paisaje, cubriendo vastas distancias en un vuelo por la supervivencia. Los cineastas expusieron más de 590 millas de película para crear una obra de 89 minutos. En un caso, dos meses de filmación en un lugar se redujeron a menos de un minuto en la película final.
Gran parte de las imágenes aéreas fueron tomadas de aves "domesticadas". Los cineastas criaron aves de varias especies, incluyendo cigüeñas y pelícanos, desde su nacimiento. Las aves recién nacidas se imprimieron en los miembros del equipo y se entrenaron para volar junto con las tripulaciones de filmación. Las aves también fueron expuestas al equipo de filmación a lo largo de sus vidas para asegurar que las aves no se sintieran perturbadas por él. Varias de estas especies nunca antes habían sido impresas.
Su productor dice que no es ni un documental ni una ficción, sino más bien un "cuento natural".
La película afirma que no se utilizaron efectos especiales en la filmación de las aves, aunque algunos segmentos completamente generados por computadora que muestran la Tierra desde el espacio exterior e incluyen aves animadas aumentan las imágenes de la vida real.

## Sinopsis
El tema principal es la belleza de la Tierra y las poblaciones animales que la comparten con la humanidad. También se evoca la vulnerabilidad de nuestro planeta, y cómo todos somos responsables de garantizar su preservación. El tema emerge no solo a través de la observación de las aves migratorias, sino también a través de los ojos de las propias aves. De hecho, entre todos los vertebrados, las aves son las únicas que se han convertido en los gobernantes de los cielos. Vivimos el antiguo sueño de Ícaro, sobrevolando las regiones continentales del mundo, escalando altas cordilleras como el Himalaya, planeando sobre los vastos océanos Atlántico y Pacífico. Los lagos y ríos más grandes del mundo son, en muchos casos, estaciones de paso para las bandadas migratorias.

## Ficha técnica
- Título original: Le Peuple migrateur
- Dirección: Jacques Perrin, Jacques Cluzaud y Michel Debats
- Guion: Jacques Perrin y Stéphane Durand, en colaboración con Jean Dorst, Guy Jarry y Francis Roux, basado en una idea de Valentine Marvel
- Montaje: Marie-Josèphe Yoyotte
- Fotografía: Olli Barbé, Michel Benjamin, Sylvie Carcedo, Laurent Charbonnier, Luc Drion, Laurent Fleutot, Philippe Garguil, Dominique Gentil, Bernard Lutic, Thierry Machado, Stéphane Martin, Fabrice Moindrot, Ernst Sasse, Michel Terrasse y Thierry Thomas
- Sonido: Philippe Barbeau
- Música: Bruno Coulais
- Decorados: Régis Nicolino
- Producción: Jacques Perrin
- Productoras: Galatée Films, France 2 Cinéma, France 3 Cinéma, Les Productions de la Guéville, BAC Films
- País de origen: Francia
- Idioma original: francés
- Formato: 1.85 : 1
- Género: documental
- Duración: 98 minutos
- Fechas de estreno:
  - Francia: 12 de diciembre de 2001
  - Bélgica: 12 de diciembre de 2001
  - Canadá: 30 de mayo de 2003

## Música
Bruno Coulais compuso la música original de la película. Varios artistas y músicos reconocidos participaron en la interpretación vocal de algunas canciones: Nick Cave (To Be By Your Side), Robert Wyatt (Masters Of The Field, The Highest Gander y La Forêt rouge), Gabriel Yacoub (La Colombe poignardée) y A Filetta (Comme un souffle).

## Reseñas
"Winged Migration" tenía una calificación general de aprobación del 95% en Rotten Tomatoes hasta octubre de 2021, basada en 132 críticas, y una calificación promedio de 8.2/10. El consenso crítico del sitio web afirma: "Una maravilla para ver". Además, tiene una puntuación de 82 sobre 100 en Metacritic, basada en 34 críticas, lo que indica "aclamación universal". Por ventas brutas de boletos, la película aún ocupa el séptimo lugar en documentales de naturaleza y el decimoctavo en documentales en general.